# Гаме ноар
Гаме ноар е винен сорт грозде, произхождащ от Франция. Разпространен е също в Италия, Румъния и други лозарски страни. В България е райониран, но все още заема малки площи.
Гаме ноар е средно зреещ винен сорт. Гроздето му узрява през първата половина на септември. Има среден растеж, висока родовитост и висок добив, Предпочита по-леките почви, тъй като гроздето му е чувствително на гниене. Сравнително устойчив е на суша, гниене и ниски температури. Узрява през първата половина на септември.
Гроздът е среден, цилидричен, крилат, с едно крило, сбит. Зърното е средно, сферично или с неправилна форма, тъмносиньо, с изобилен налеп. Ципата е тънка, жилава. Месото е сочно, с хармоничен вкус.
От него се получават висококачествени червени трапезни вина с интензивен червен цвят, плътност, хармоничен вкус и специфичен букет. Най-известното е прочутото бургундско вино божоле.